# Philipp Ernst Bertram
Philipp Ernst Bertram (* 1726 in Zerbst; † 13. Oktober 1777 in Halle) war ein deutscher Rechtswissenschaftler, Historiker und Professor der Rechte und der Geschichte an der Universität Halle.

## Leben
Bertram war der Sohn eines Arztes und Stadtphysicus. Er besuchte die Schule in Zerbst und begann im Mai 1743 ein Jurastudium an der Halleschen Universität. 1746, noch während des Studiums, war er Herausgeber des Skandalwerkes Philosophische Untersuchung von dem Zustande der Menschen in der Erbsünde, eine Übersetzung der Schrift von Adrian Beverland, das mehrere Auflagen erlebte. Allerdings wurde Bertram auf Grund der Herausgabe von der Universität verwiesen. Noch im gleichen Jahr erhielt er aber die Möglichkeit, als Pagenhofmeister des Erbprinzen von Sachsen-Weimar an die Universität Jena zu gehen, wo er sich Anfang Mai 1746 immatrikulierte. 1753 übernahm Bertram das Amt eines Regierungssekretärs in Weimar.
Am 25. April 1762 erhielt Bertram den Ruf als Professor juris publici et Historiarum honorario an die Universität Halle. Auf Anweisung des preußischen Königs Friedrich II. wurde er am 21. Juni 1762 zum außerordentlichen Professor ernannt, mit der Order sich durch Erlangung der Doktorwürde zu legitimieren. Im selben Jahr bestand er zunächst die Magisterprüfung. Anfang September 1764 erhielt Bertram eine ordentliche Professur des Staatsrechts und der Geschichte, wobei ihm dieses Mal ein Gehalt festgesetzt wurde. Im Dezember 1765 promovierte er an der juristischen Fakultät der Universität Halle mit der Dissertation De genuino sensu ac valore constitutionis Friderici I. Imp. zum Doktor der Rechte. Ab 1766 war er Assessor an der juristischen Fakultät und seit 1771 Oberbibliothekar der Universitätsbibliothek Halle. Erst im April 1777 erwarb er das hallesche Bürgerrecht. Bereits wenige Monate später, am 13. Oktober 1777, starb er in Halle. Er war Mitglied in der Deutschen Gesellschaft zu Göttingen.
Philipp Ernst Bertram hinterließ ein umfangreiches Schrifttum. Bereits 1751 erschien seine Übersetzung aus dem Französischen Die schöne Künste aus einem Grunde hergeleitet, ein Werk des französischen Philosophen Charles Batteux, und von 1752 bis 1754 in vier Teilen die Übersetzung Des Herrn Abts Lenglet dü Fresnoy Anweisung zur Erlernung der Historie von Nicolas Lenglet Du Fresnoy. Als Bände 11 bis 13 veröffentlichte Bertram von 1762 bis 1772 eine Weiterführung des Werkes Allgemeine Geschichte von Spanien bis auf gegenwärtige Zeiten von Juan de Ferreras. Allerdings endete sein letzter Band bereits 1648 mit dem Westfälischen Frieden. Seine Schrift Einleitung in die Staatsverfassung der heutigen europäischen Reiche und Staaten erschien 1770. Das Werk Geschichte des Hauses und Fürstenthums Anhalt konnte er nicht mehr beenden, es erschien postum und wurde später von Johann Christoph Krause fortgesetzt. Von 1772 bis zu seinem Tode war er außerdem Herausgeber der Hallischen gelehrten Zeitungen.

## Veröffentlichungen (Auswahl)
- Briefe. 3 Teile, Gotha 1753 bis 1759.
- Johan von Ferreras algemeine Historie von Spanien. Fortsetzung mit den Bänden 11 bis 13, Halle 1762 bis 1772.
- De Genvino Sensv Ac Valore Constitvtionis Friderici I. Imp. II. (Dissertationsschrift), Halle 1765.
- Einleitung in die Staatsverfassung der heutigen europäischen Reiche und Staaten. Halle 1770.
- Geschichte des Hauses und Fürstenthums Anhalt. Halle 1780 bis 1782.

Als Übersetzer
- Philosophische Untersuchung Von dem Zustand des Menschen In der Erbsünde. Herausgeber, Leipzig 1746.
- Die Schöne Künste aus einem Grunde hergeleitet. Gotha 1751.
- Anweisung zur Erlernung der Historie. 4 Teile, Gotha 1752 bis 1754.
- Der gegenwärtige Staat des Päbstlichen Hofes. Halle 1771.